# Jiřice u Miroslavi
Pour les articles homonymes, voir Jiřice.
Jiřice u Miroslavi (en allemand : Irritz) est une commune du district de Znojmo, dans la région de Moravie-du-Sud, en République tchèque. Sa population s'élevait à 458 habitants en 2020.

## Géographie
Jiřice u Miroslavi se trouve à 7 km au sud-est Miroslav, à 26 km à l'est-nord-est de Znojmo, à 35 km au sud-sud-est de Brno et à 191 km au sud-est de Prague.
La commune est limitée par Suchohrdly u Miroslavi et Trnové Pole au nord, par Troskotovice à l'est, par Litobratřice au sud et par Damnice à l'ouest.

## Histoire
La première mention écrite de la localité date de 1385.

## Transports
Par la route, Jiřice u Miroslavi se trouve à 7,5 km au sud-est Miroslav, à 29 km de Znojmo, à 44 km de Brno et à 239 km de Prague.